# Громада (партия, Украина)
Всеукраи́нское объедине́ние «Грома́да» — политическая партия на Украине.
Учредительный създ партии состоялся 12 декадря 1993 года. Официально зарегистрирована Министерством юстиции Украины 22 марта 1994 года.
Лидер партии — Павел Лазаренко, бывший премьер-министр Украины (1996—1997), позднее перешедший в оппозицию президенту Кучме. С ноября 2004 находится под домашним арестом в США. В США и на Украине против него возбуждены уголовные дела.
Первый заместитель председателя партии — Юрий Филяк.
На выборах 1998 года партия получила 4,67 % голосов, 16 мест по партийным спискам и 8 мест по одномандатным округам. В Верховной раде III созыва «Громада» была представлена 43 депутатами (к партийным списочникам и выдвинутым "Громадой" мажоритарщикам в парламенте присоединилось еще 19 беспартийных депутатов).
На выборах 2006 года партия принимала участие в составе «Блока Лазаренко». Блок занял 20 место (из 45). Его поддержало 76 950 избирателей, то есть 0,30 %. Таким образом, блок в Верховный Совет Украины не прошёл. Однако блок получил представительство в Днепропетровском облсовете.
В выборах 2007 года не участвовала, поскольку Центральная избирательная комиссия отказалась зарегистрировать Павла Лазаренко кандидатом в депутаты.
На парламентских выборах 2012 года заняла 19 место из 21, набрав 0,08% голосов. Партию поддержало 17 667 избирателей.